# 列昂尼德·伊利乔夫
列昂尼德·费奥多罗维奇·伊利乔夫（羅馬化：Leonid Fyodorovych Ilyichyov；1906年3月2日（3月15日）—1990年8月18日），苏联共产党中央审计委员会委员、苏联共产党中央委员会书记处书记、苏联外交部副部长、哲学博士。曾参与1977年苏联宪法的起草。1979年参与了与中华人民共和国外交官王幼平在莫斯科的谈判。